# Cirphis exarans
Cirphis exarans är en fjärilsart som beskrevs av Lucas 1893. Cirphis exarans ingår i släktet Cirphis och familjen nattflyn. Inga underarter finns listade i Catalogue of Life.